# Palmarès del Fudbalski klub Crvena zvezda
Il Fudbalski klub Crvena zvezda (in serbo Фудбалски клуб Црвена звезда?, Club Calcistico Stella Rossa), meglio noto come Crvena zvezda, in italiano come Stella Rossa, è la sezione calcistica dell'omonima società polisportiva serba con sede nella città di Belgrado.
È l'unico club ex-jugoslavo e serbo ad essersi aggiudicato una coppa europea, la Coppa dei Campioni nel 1990-1991, vinta nella finale dello stadio San Nicola di Bari contro l'Olympique Marsiglia ai tiri di rigore, e una Coppa Intercontinentale, vinta nel 1991 allo stadio nazionale di Tokyo contro il Colo-Colo. In ambito nazionale vanta la vittoria di diciannove campionati della RSF di Jugoslavia, tre campionati della RF di Jugoslavia, due campionati di Serbia e Montenegro e sette campionati di Serbia, oltre a dodici Coppe di RSF Jugoslavia, sei Coppe di RF Jugoslavia, tre Coppe di Serbia e Montenegro e quattro Coppe di Serbia, per un totale di 31 campionati e 24 coppe nazionali, più di ogni altro club ex-jugoslavo e serbo. In ambito internazionale vanta anche il raggiungimento di due semifinali di Coppa dei Campioni, una semifinale di Coppa delle Fiere, una semifinale di Coppa delle Coppe e una finale di Coppa UEFA, persa nel 1978-1979 contro il Borussia M'gladbach.

## Competizioni nazionali
- Campionati di calcio non ufficiali della Serbia: 1

1946
- Campionato jugoslavo: 19

1951, 1952-1953, 1955-1956, 1956-1957, 1958-1959, 1959-1960, 1963-1964, 1967-1968, 1968-1969, 1969-1970, 1972-1973, 1976-1977, 1979-1980, 1980-1981, 1983-1984, 1987-1988, 1989-1990, 1990-1991, 1991-1992
- Campionato serbo-montenegrino: 5

1994-1995, 1999-2000, 2000-2001, 2003-2004, 2005-2006
- Campionato serbo: 11

2006-2007, 2013-2014, 2015-2016, 2017-2018, 2018-2019, 2019-2020, 2020-2021, 2021-2022, 2022-2023, 2023-2024, 2024-2025
- Coppa di Jugoslavia: 12

1948, 1949, 1950, 1957-1958, 1958-1959, 1963-1964, 1967-1968, 1969-1970, 1970-1971, 1981-1982, 1984-1985, 1989-1990
- Coppa di Serbia e Montenegro: 9

1992-1993, 1994-1995, 1995-1996, 1996-1997, 1998-1999, 1999-2000, 2001-2002, 2003-2004, 2005-2006
- Coppa di Serbia: 8  (record condiviso con il Partizan)

2006-2007, 2009-2010, 2011-2012, 2020-2021, 2021-2022, 2022-2023, 2023-2024, 2024-2025
- Ljetna liga prvaka: 1

1971
- Kup prvoligaša: 1

1972-1973

## Competizioni internazionali
- Coppa dei Campioni: 1  (record serbo)

1990-1991
- Coppa Intercontinentale: 1  (record serbo)

1991
- Coppa Mitropa: 2

1958, 1967-1968

## Competizioni giovanili
- Juniorsko prvenstvo Jugoslavije u nogometu: 8

1952-1953, 1968-1969, 1976-1977, 1978-1979, 1979-1980, 1981-1982, 1982-1983, 1987-1988
- Omladinski kup Jugoslavije u nogometu: 5

1963-1964, 1965-1966, 1968-1969, 1986-1987, 1989-1990
- Torneo Internazionale Under-19 Bellinzona: 2

1959, 1963
- Gallini Cup: 1

2023 (Under-14)

## Competizioni amichevoli
- Trofeo Villa de Gijón: 1

1982

## Altri piazzamenti
- Campionato jugoslavo:

Secondo posto: 1948-1949, 1950, 1952, 1960-1961, 1971-1972, 1977-1978, 1981-1982, 1985-1986, 1988-1989
Terzo posto: 1946-1947, 1953-1954, 1964-1965, 1973-1974, 1974-1975, 1978-1979
- Kup Maršala Tita:

Finalista: 1952, 1954, 1973, 1979-1980, 1983-1984, 1987-1988, 1990-1991, 1991-1992
Semifinalista: 1951, 1953, 1955, 1961-1962, 1964-1965, 1968-1969, 1978-1979, 1985-1986, 1986-1987
- Ljetna liga prvaka:

Secondo posto: 1970, 1972, 1973
Terzo posto: 1969
- Campionato serbo:

Secondo posto: 1992-1993, 1993-1994, 1995-1996, 1996-1997, 1997-1998, 2001-2002, 2002-2003, 2004-2005, 2007-2008, 2009-2010, 2010-2011, 2011-2012, 2012-2013, 2014-2015, 2016-2017
Terzo posto: 1998-1999, 2008-2009
- Coppa di Serbia:

Finalista: 2000-2001, 2002-2003, 2016-2017, 2018-2019
Semifinalista: 1993-1994, 1997-1998, 2004-2005, 2007-2008, 2008-2009, 2010-2011, 2019-2020
- Coppa delle Fiere:

Semifinalista: 1961-1962
- Coppa delle Coppe:

Semifinalista: 1974-1975
- Coppa UEFA:

Finalista: 1978-1979
- Coppa dei Campioni:

Semifinalista: 1956-1957, 1970-1971, 1991-1992
- Supercoppa UEFA:

Finalista: 1991
- Coppa Mitropa:

Semifinalista: 1957